# إدارة هندسية

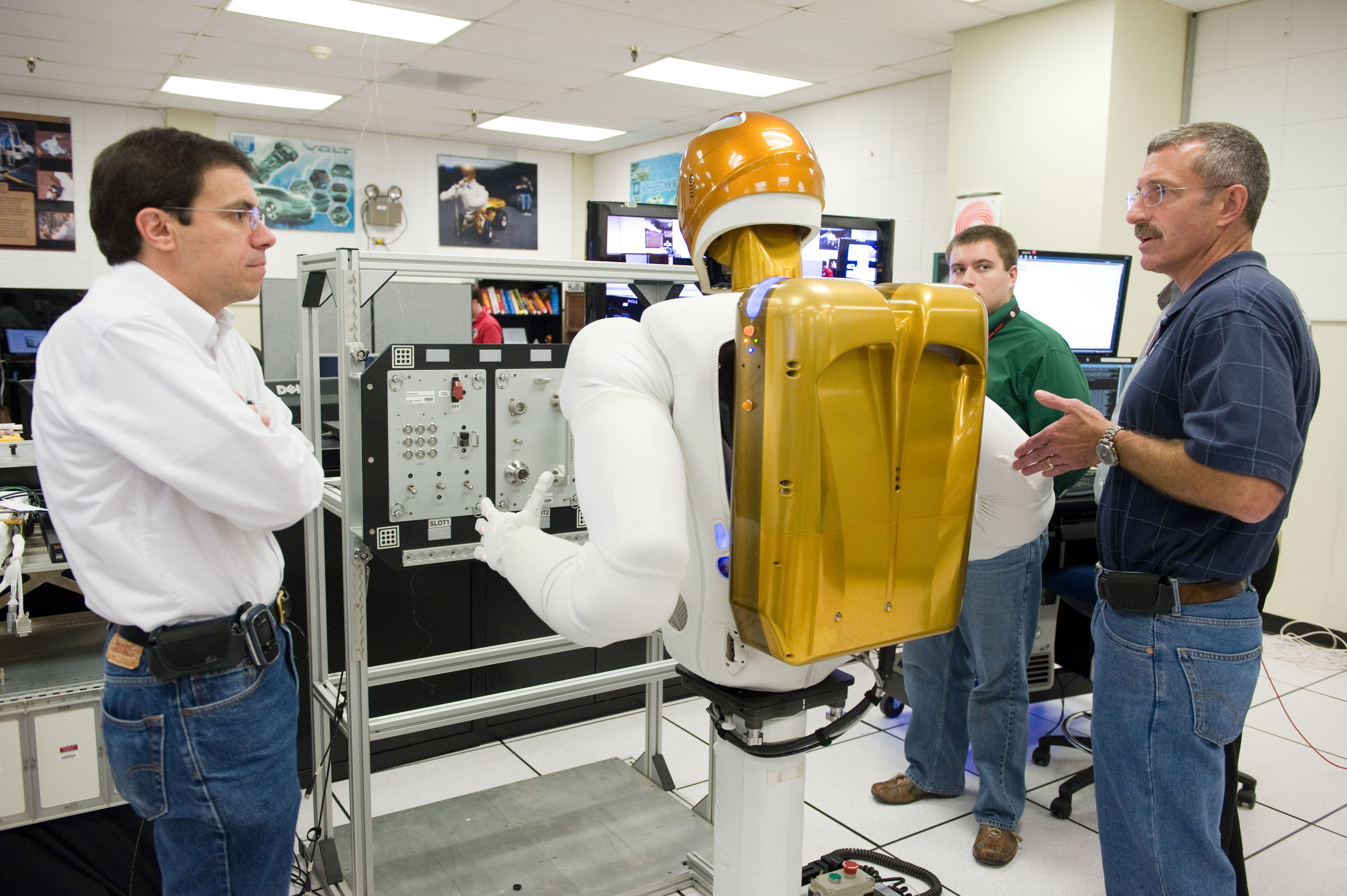

الإدارة الهندسية هي تخصص من تخصصات الإدارة والتي تهتم بتطبيق المباديء الإدارية في الهندسة، ويعتبر هذا التخصص من التخصصات الحديثة في الجامعات التي تدرس العلوم الهندسية.
لذا يحتاج المدير الهندسي إلى التدريب في العلوم الهندسية والعلوم الإدارية

## تاريخ الإدارة الهندسية
يُعتقد أن معهد ستيفنز للتقنية يملك أقدم قسم للإدارة الهندسية، الذي تأسس بصفته كلية لهندسة الأعمال في عام 1908. أُطلق عليه في ما بعد برنامج بكالوريوس الهندسة في الإدارة الهندسية، ثم انتقل إلى كلية النظم والمؤسسات. أنشأت جامعة سيراكيوز أول درجة جامعية في الإدارة الهندسية في الولايات المتحدة، والتي طُرحت لأول مرة في عام 1957. في عام 1967، أُنشئ أول قسم جامعي يحمل عنوانًا صريحًا «الإدارة الهندسية» في جامعة ميزوري للعلوم والتكنولوجيا (ميزوري إس آند تي، كانت سابقًا جامعة ميزوري رولا، وقبل ذلك كلية ميزوري للمناجم). في عام 1959، بدأت جامعة ميشيغان الغربية بتقديم شهادة سابقة لدرجة البكالوريوس في الإدارة الهندسية الحديثة (بعنوان «الإشراف الصناعي»)، وفي عام 1977، بدأت الجامعة بمنح درجة الماجستير في إدارة التصنيع، والتي أُعيدت تسميتها لاحقًا إلى الإدارة الهندسية.
خارج الولايات المتحدة، في ألمانيا تحديدًا، تأسس أول قسم يركز على الإدارة الهندسية عام 1927 في برلين. في تركيا، يوجد في جامعة إسطنبول التقنية قسم الهندسة الإدارية المؤسَّس في عام 1982، والذي يقدم عددًا من برامج الدراسات العليا والجامعية في الهندسة الإدارية. في المملكة المتحدة، تمتلك جامعة ووريك قسمًا متخصصًا (معروف سابقًا باسم مجموعة وورك الصناعية) تأسس في عام 1980، وهو يقدم برنامج دراسات عليا في ماجستير إدارة الأعمال الهندسية.
بدأت جامعة ميشيغان التقنية برنامجًا للإدارة الهندسية في كلية الأعمال والاقتصاد في خريف عام 2012.
في كندا، بدأت جامعة ميموريال في نيوفاوندلاند برنامجًا كاملًا للحصول على شهادة الماجستير في الإدارة الهندسية.
في الدنمارك، تقدم جامعة الدنمارك الفنية برنامج ماجستير في الإدارة الهندسية (باللغة الإنجليزية).
في باكستان، توفر كل من جامعة الهندسة والتكنولوجيا في تاكسيلا، وجامعة الهندسة والتكنولوجيا في لاهور، والجامعة الوطنية للعلوم والتكنولوجيا، القبولَ على كلتا درجتي الماجستير والدكتوراه في الإدارة الهندسية، في حين تدير كل من جامعة العاصمة للعلوم والتكنولوجيا، وجامعة نيد للهندسة والتكنولوجيا، ومعهد كراتشي وغلام إسحق خان للعلوم والتكنولوجيا الهندسية، برنامجًا لماجستير الإدارة الهندسية. هناك بديل لهذا البرنامج ضمن إدارة الجودة. يقدم معهد كومستس تقنية المعلومات برنامج ماجستير في إدارة المشاريع لكل من الباكستانيين المحليين ومن هم في الخارج بصفتهم طلابًا في الحرم الجامعي أو خارجه.
في إيطاليا، تقدم جامعة البوليتكنيك في ميلانو درجات في الهندسة الإدارية، من بين العديد من الجامعات الأخرى الحكومية أو الخاصة (والمعتمدة من قبل الحكومة) التي تنتمي إلى نفس تصنيف شهادات التعليم الثالثي.
في روسيا، منذ عام 2014، تقدم كلية الإدارة الهندسية التابعة للأكاديمية الرئاسية الروسية للاقتصاد الوطني والإدارة العامة شهادات البكالوريوس والماجستير في الإدارة الهندسية.
في فرنسا، تقدّم مدرسة البوليتيكنيك النسوية (إي بّي إف)، ابتداءً من يناير عام 2018، تخصص الهندسة والإدارة باللغة الإنجليزية لمدة عامين في السنتين الرابعة والخامسة من شهادة الماجستير في الهندسة ذات السنوات الخمس. تكون السنتان الأخيرتان مفتوحتين للطلاب الذين أكملوا شهادة الهندسة الجامعية في أماكن أخرى.

## المواد الدراسية
أثناء الدراسة الأكاديمية لهذا التخصص فإن الطالب يدر س المواد التالية :إدارة الإستراتجية، إدراة المخاطر .إدارة العمليات المحاسبة، الاقتصاد، إدارة المشاريع، هندسة النظم، نظم المعلومات الإدارية، مراقبة الجودة، إدارة الموارد البشرية